# Diecezja Getafe
Diecezja Getafe (łac. Dioecesis Xetafensis) – diecezja Kościoła rzymskokatolickiego w Hiszpanii. Należy do metropolii madryckiej. Została erygowana 23 lipca 1991.

## Bibliografia

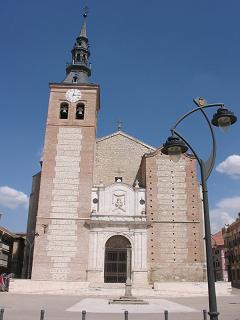
Katedra w Getafe